# Incendio de Las Ventas
El incendio de la Plaza de toros de Las Ventas o Plaza Monumental de Madrid ocurrió el 7 de julio de 1963 en los tendidos 4 y 5, siendo muy complicada la extinción por el cuerpo de bomberos ante la distancia a la toma de agua en la calle Azcona a casi un kilómetro.

## Origen
El suceso ocurrió poco después de las 22.30 de la noche, cuando se había terminado de limpiar y las familias de trabajadores de la plaza que vivían en ella se habían retirado a descansar. Según la policía, el desencadenante fue un cortocircuito, o el recalentamiento de las grasas de la maquinaria del reloj de la plaza. El fuego que surgió en los tendidos cuatro y cinco, comenzó a extenderse en círculo a lo largo de la techumbre y de las galerías de acceso.
Al tratarse de una fecha estival, el incendio atrajo la atención de vecinos y curiosos que rodearon la plaza durante toda la noche para contemplar el espectáculo. Inicialmente se desalojaron de las cuadras los 80 caballos de los picadores. También se produjo la detención de un hombre en paños menores, un demente que pretendía apagar el incendio. 

La crónica fue cubierta por varios periodistas, César González-Ruano, gran aficionado, tituló su crónica «Fuego en la arena», y dentro de ella decía:
"Es mucho toro una plaza ardiendo y poca espada para su furia la manga de un bombero".
Poco después de la extinción del incendio comenzaron las obras para la reconstrucción y techado de la zona afectada, concluyéndose el 18 de julio cuando la plaza volvió a celebrar una corrida de toros.